# Piet Legierse

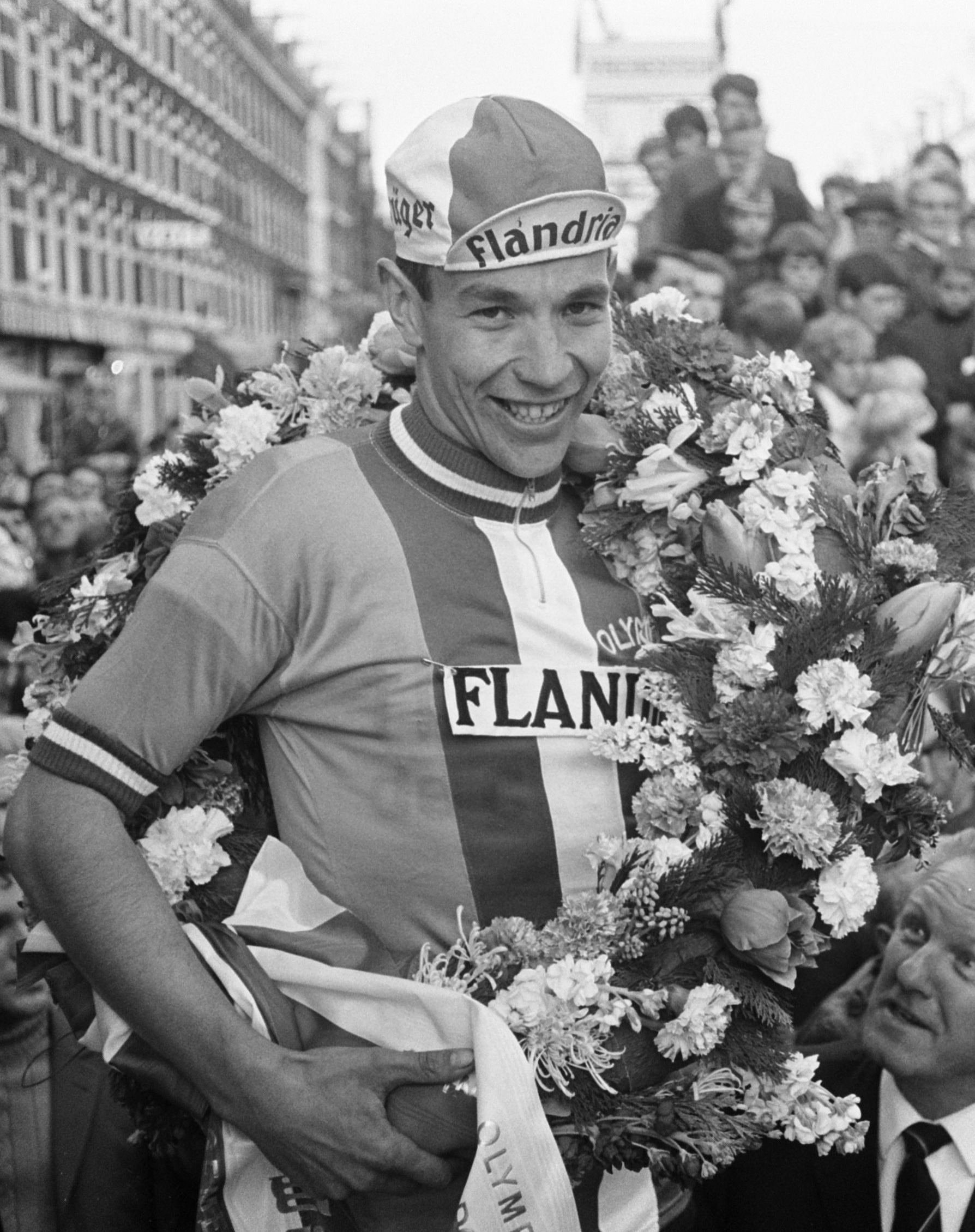
Piet Legierse

Petrus Antonius Aegidius Gerardus „Piet“ Legierse (* 27. Februar 1946 in Achthuizen, Provinz Zuid-Holland) ist ein ehemaliger niederländischer Radrennfahrer.

## Sportliche Laufbahn
1969 siegte er als Amateur in der Olympia’s Tour vor Piet Van Der Kruys. In der Polen-Rundfahrt konnte er eine Etappe gewinnen. Im Gesamtklassement kam er auf den 11. Rang. Ein Tageserfolg gelang ihm in der Ronde van de provincie Luxemburg 1970.
1973 startete er in der Internationalen Friedensfahrt im Team der Niederlande (mit Evert Diepenveen, Cor Hoogedoom, Hermanus Lenferink, Cornelius Boersma und Henk Smits) und belegte beim Sieg von Ryszard Szurkowski in dem Etappenrennen den 46. Platz.